# Ferrari 575M Maranello
O Ferrari 575M Maranello é um carro produzido pela Ferrari entre 2002 e 2006, quando foi substituído pelo 599 GTB Fiorano. Era um cupê grand turismo de 2 lugares e equipado com um motor V12 de 5.7 litros que produz 515 cv a 7250 RPM, que é capaz de leva-lá a 100 km/h em apenas 4,2 segundos e à velocidade máxima de 324 km/h. Apesar de ser considerado um novo carro, a 575 M é uma versão modificada e melhorada da sua antecessora: a Ferrari 550 Maranello; como o próprio nome sugere, já que o M significa modificata (modificada em italiano). As duas mantém as mesmas formas, mas a 575 M é dotada de diversas melhorias mecânicas sem assim perder o luxo inerente à categoria dos Grand Turismo.
Em 2005, foi lançada a versão Superamerica, com um teto rígido retrátil e uma versão mais potente do motor V12 de 5.7 litros, produzindo 540 cv de potência (apenas 559 unidades foram feitas dessa versão), e o GTC Handling Package - um pacote de melhorias que incluíam freios de carbono/cerâmica desenvolvidos pela Brembo com tecnologia da Formula 1, escapamento menos restritivo, suspensão modificada, e rodas exclusivas de 19". 

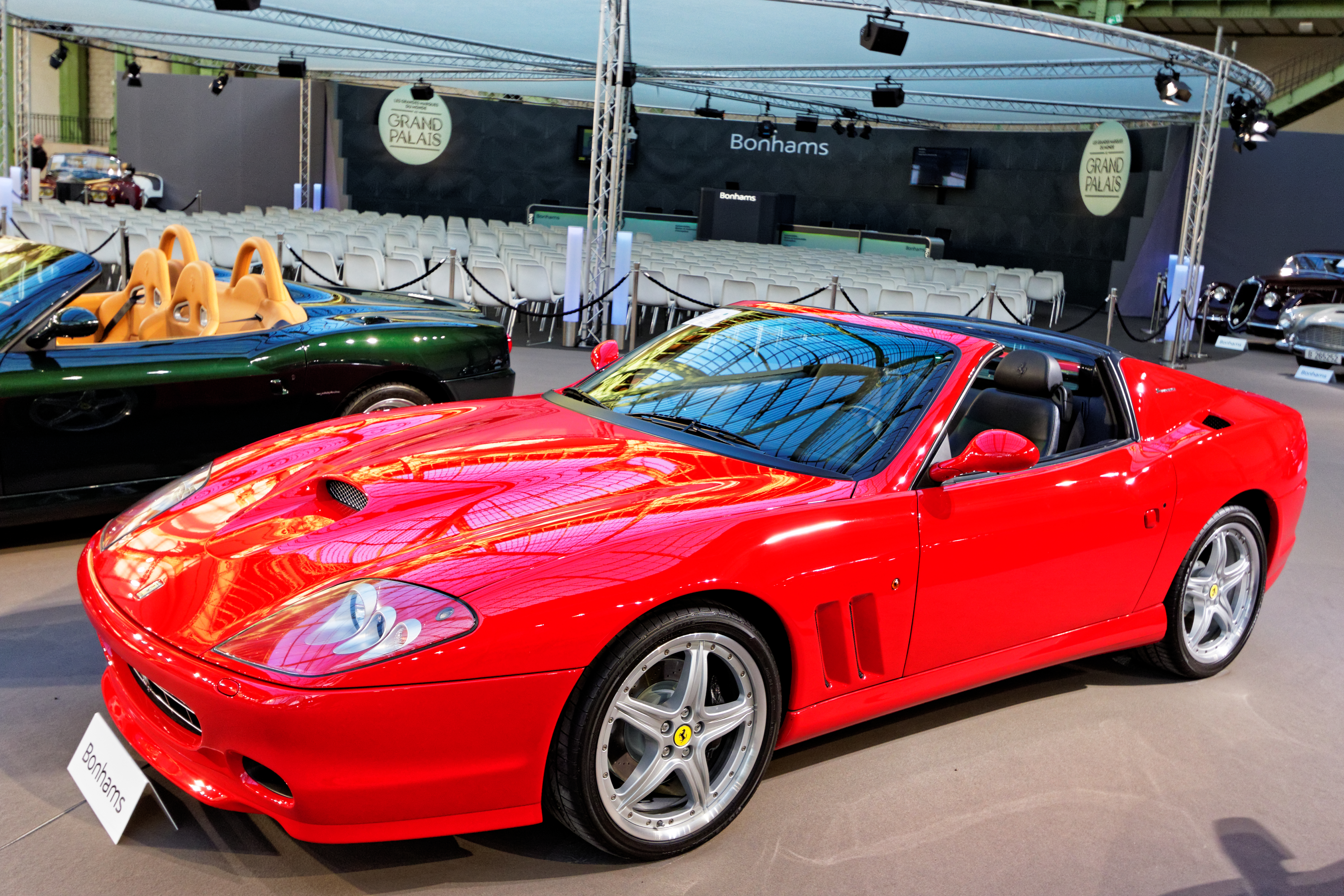
Ferrari Superamerica 2005